# Fat (Descendents)
Fat è il primo EP pubblicato dalla punk band californiana Descendents, edito nel 1981 dalla New Alliance Records.

## Tracce
1. My Dad Sucks – 0:36
2. Mr.Bass – 2:06
3. I Like Food – 0:17
4. Hey Hey – 1:33
5. Weinerschnitzel – 0:11

## Formazione
- Milo Aukerman - voce
- Bill Stevenson - batteria
- Frank Navetta - chitarra
- Tony Lombardo -  basso